# Pupillaea
Pupillaea là một chi ốc biển, là động vật thân mềm chân bụng sống ở biển trong họ Fissurellidae.

## Các loài
Các loài trong chi Pupillaea gồm có:
- Pupillaea aperta (G.B. Sowerby I, 1825)[2]